# Amerikanische Gesellschaft für internationales Recht

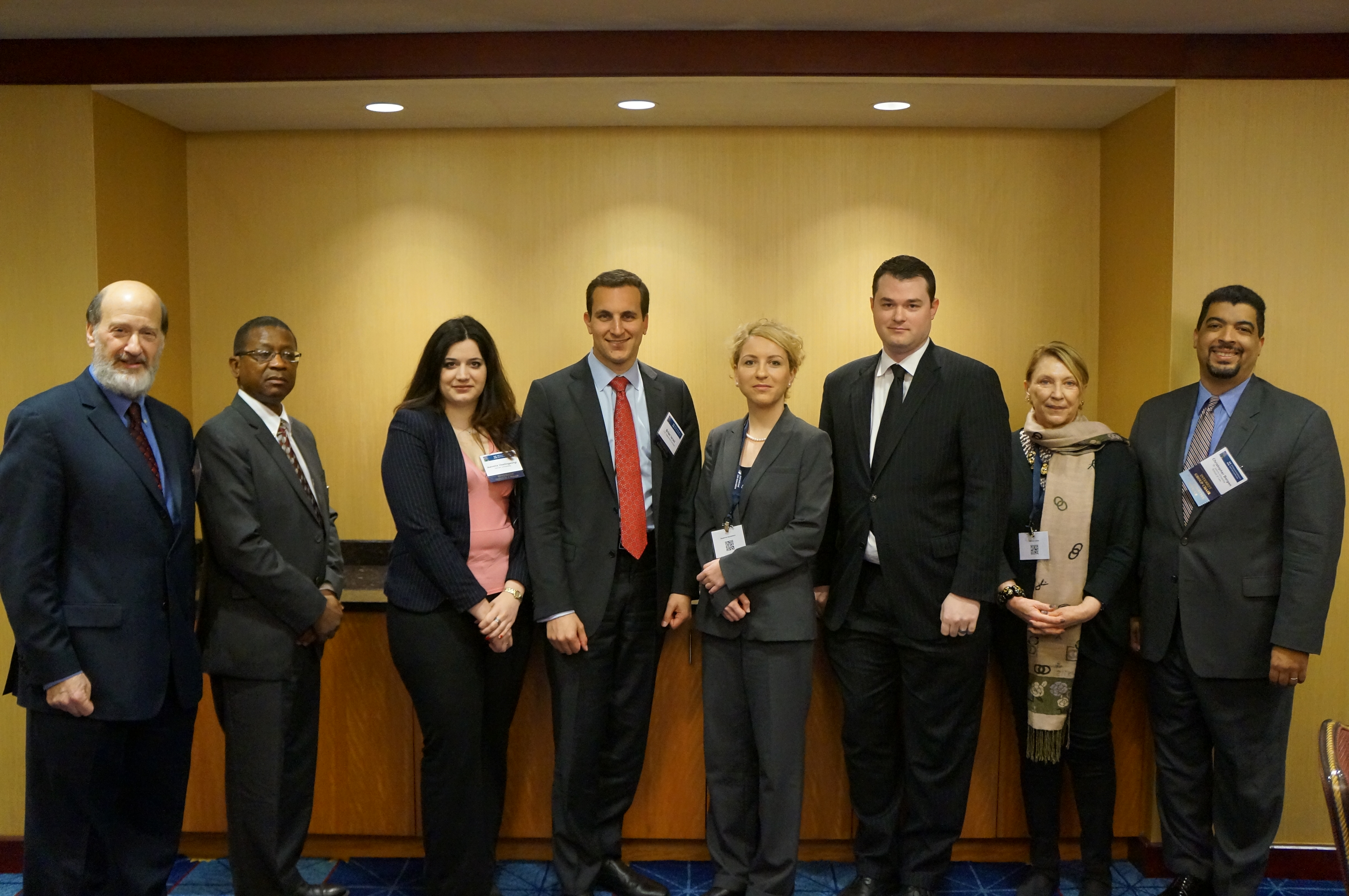
Vorstand und Mitglieder der Space Law Interest Group der ASIL, 2014

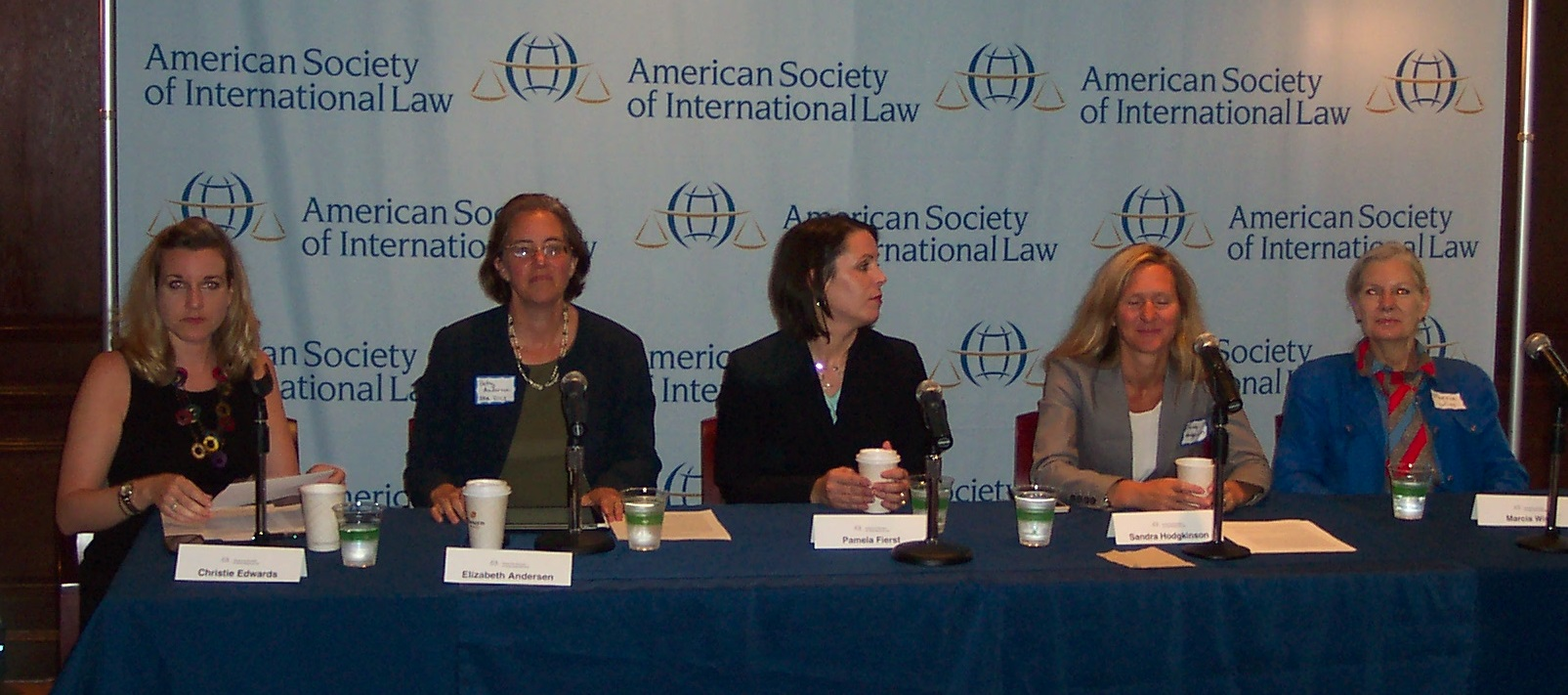
Diskussionsrunde der Women's Interest Group der ASIL, 2014

Die Amerikanische Gesellschaft für internationales Recht (eng. American Society of International Law (ASIL)) ist eine im Jahr 1906 gegründete gemeinnützige und unparteiische wissenschaftliche Organisation in den Vereinigten Staaten. Sie hat ihren Sitz in Washington, D.C. und erhielt 1950 die Anerkennung durch den US-Kongress (congressional charter) entsprechend dem United States Code.

## Geschichte
Die Gründung der Gesellschaft geht auf die Lake Mohonk Konferenz zur Internationalen Schiedsgerichtsbarkeit zurück. Dort wurde, auf Vorschlag einer Gruppe um James Brown Scott, zunächst ein Organisationskomitee gegründet, das sich mit der Schaffung der Gesellschaft auseinandersetzen sollte. Zu dessen Vorsitzenden wurde Scott bestimmt. In mehreren Treffen erarbeitete das Komitee zunächst eine Satzung. Auf einer Zusammenkunft am 12. Januar 1906 in den Räumen der New York Bar Association wurde die Satzung angenommen und die Gesellschaft offiziell gegründet. Als erster Präsident fungierte Elihu Root. Zu seinen insgesamt 12 Stellvertretern zählten unter anderem Melville W. Fuller, Andrew Carnegie und William Howard Taft. Daneben wurden 24 Mitglieder in das Exekutivkomitee gewählt. Auf der ersten Sitzung des Komitees am 29. Januar 1906 wurde Scott zum Protokollführer, Charles Henry Butler zum Sekretär und Charles P. Anderson zum Schatzmeister bestellt.
Heute gehören der ASIL rund 4.000 Mitglieder aus etwa 100 Ländern an. Ziel der Organisation ist die Unterstützung der Lehre und Forschung im Bereich des internationalen Rechts sowie die Etablierung und Fortführung internationaler Beziehungen auf der Basis von Recht und Gerechtigkeit. Sie hat Beobachterstatus beim Wirtschafts- und Sozialrat der Vereinten Nationen und gibt verschiedene Veröffentlichungen heraus, zu denen mit dem American Journal of International Law eine der renommiertesten Fachzeitschriften im Bereich des internationalen Rechts zählt. Die höchste von der Gesellschaft vergebene Auszeichnung ist die Manley-O.-Hudson-Medaille, darüber hinaus verleiht die ASIL unter anderem die Goler-T.-Butcher-Medaille für Exzellenz im Bereich der Menschenrechte sowie die Ehrenmitgliedschaft an ausländische Juristen mit herausragenden Leistungen im Bereich des internationalen Rechts.

## Präsidenten
Als Präsidenten der Amerikanischen Gesellschaft für internationales Recht fungierten unter anderem:
- Elihu Root (1907–1924)
- Charles Evans Hughes (1924–1929),
- Cordell Hull (1939–1942)
- Manley Ottmer Hudson (1949–1952)
- Philip Jessup (1954–1955)
- Myres Smith McDougal (1958–1959)
- Hardy Cross Dillard (1962–1963)
- John Reese Stevenson (1966–1968)
- Oscar Schachter (1968–1970)
- Harold Dwight Lasswell (1970–1972)
- Richard Reeve Baxter (1974–1976)
- Clarence Clyde Ferguson Jr. (1978–1980)
- Louis Bruno Sohn (1988–1990)
- Peter Trooboff (1990–1992)
- Edith Brown Weiss (1992–1994)
- Louis Henkin (1994–1996)
- Charles N. Brower (1996–1998)
- Thomas M. Franck (1998–2000)
- Anne-Marie Slaughter (2002–2004)
- Sean D. Murphy (2018–)[1]